# Eckhard Börner
Eckhard Börner (* 16. Januar 1951 in Colmnitz) ist ein deutscher Ingenieur und Politiker (DDR-CDU, ab 1990 CDU) und ehemaliges Mitglied des Sächsischen Landtages.

## Leben
Eckhard Börner besuchte die POS in Miltitz sowie die EOS in Meißen, wo er 1969 das Abitur ablegte. Nach einem Studium an der Bergakademie Freiberg wurde er 1973 Dipl-Ing. für Gewinnungs- und Aufbereitungsmaschinen. Er arbeitete nach dem Studium 1973 bis 1975 beim VEB Metallaufbereitung Dresden und 1976 bis 1984 im VEB Motorradwerk Zschopau.
Eckhard Börner ist evangelisch-lutherisch, verheiratet und hat eine Tochter.

## Politik
Eckhard Börner trat der Blockpartei CDU bei und war seit 1984 Bürgermeister der Gemeinde Witzschdorf im Erzgebirge. Nach der Wende wurde er Februar 1990 Vorsitzender des CDU-Kreisverbandes Zschopau und nach den ersten freien Kommunalwahlen 1990 Fraktionsvorsitzender der CDU im Kreistag Zschopau. Bei den ersten freien Landtagswahlen in Sachsen im Oktober 1990 wurde er für den Wahlkreis 67 (Zschopau – Annaberg II) mit 57,3 % der Stimmen in den Landtag gewählt. Im Landtag, dem er für eine Legislaturperiode bis 1994 angehörte, war er Mitglied im Ausschuss für Bundes- und Europaangelegenheiten und im Ausschuss für Bau und Verkehr.
Nach der Eingemeindung von Witzschdorf nach Gornau wurde er zum Ortsvorsteher von Witzschdorf gewählt, welches Amt er bis zur Selbstauflösung des Ortschaftsrats im September 2009 innehatte. Von 1994 bis 2015 war Eckhard Börner Verbandsvorsitzender des Verwaltungsverbandes Wildenstein und ehrenamtlicher Schriftführer im Gewerbeverein Grünhainichen.
Seit 1977 ist er Mitglied im Witzschdorfer Karnevalsverein (WKV).

## Belege
- Klaus-Jürgen Holzapfel (Hrsg.): Sächsischer Landtag: 1. Wahlperiode, 1990–1994; Volkshandbuch. NDV Neue Darmstädter Verlagsanstalt, Rheinbreitbach 1991, ISBN 3-87576-265-7, Seite 22, 84, 88. (Stand Mai 1991)

| Personendaten    | Personendaten                             |
| ---------------- | ----------------------------------------- |
| NAME             | Börner, Eckhard                           |
| KURZBESCHREIBUNG | deutscher Ingenieur, Politiker (CDU), MdL |
| GEBURTSDATUM     | 16. Januar 1951                           |
| GEBURTSORT       | Colmnitz                                  |